# Trois souvenirs de ma jeunesse
Trois souvenirs de ma jeunesse is een Franse film uit 2015, geregisseerd door Arnaud Desplechin en is een prequel van de film Comment je me suis disputé… (ma vie sexuelle) uit 1996. De film ging in première op 20 mei op het Filmfestival van Cannes in de sectie Quinzaine des réalisateurs.

## Verhaal
Paul Dédalus is een veertigjarige antropoloog die op het punt staat om te vertrekken uit Tadzjikistan. Ondertussen komen een aantal herinneringen terug uit zijn adolescentie. Hij denkt aan de vlagen van waanzin van zijn moeder, de band met zijn broer Ivan, een vroom maar gewelddadig kind en zijn reis naar de Sovjet-Unie, waar hij zijn maagdelijkheid verloor. Hij denkt aan het verraad van zijn vriend Kovalki en zijn studies in Parijs waar hij door zijn ontmoeting met professor Béhanzin, zijn roeping voor de antropologie vond en vooral aan Esther, de liefde van zijn leven.

## Rolverdeling
| Acteur              | Personage                 |
| ------------------- | ------------------------- |
| Quentin Dolmaire    | Paul Dédalus als jongeman |
| Lou Roy-Lecollinet  | Esther                    |
| Matthieu Amalric    | Paul als volwassene       |
| Olivier Rabourdin   | Abel Dédalus              |
| Elyot Milshtein     | Marc Zylberberg           |
| Pierre Andrau       | Kovalki                   |
| Cécile Garcia-Fogel | Jeanne Dédalus            |
| Ève Doé-Bruce       | Professor Béhanzin        |
| Dinara Droukarova   | Irina                     |

## Productie
De filmopnames begonnen in de zomer van 2014 en hadden plaats in Roubaix, Lille en Parijs. De film werd bekroond op het filmfestival van Cannes met de SACD-prijs en op het filmfestival van Cabourg met de Swann d'Or voor beste regie en ontving 11 nominaties voor de Césars 2016.